# Bosco di Basalghelle
Il bosco di Basalghelle è una piccola area forestale localizzata a sudest di Basalghelle, frazione del comune italiano di Mansuè in provincia di Treviso.

## Descrizione
Il sito ha un grande valore naturalistico in quanto rappresenta un relitto delle grandi foreste planiziali che occuparono la regione nel periodo post-glaciale e in seguito abbattute dall'intervento umano. Sino alla metà XIX secolo faceva parte del più vasto bosco delle Vizze, di circa 90 ettari.
Le specie arboree prevalenti sono la farnia, il carpino bianco e il frassino meridionale. La flora comprende diverse altre specie vegetali, alcune rarissime nella pianura Padana: aglio orsino, anemone bianca, dafne mezereo, uva di volpe, veratro, giglio martagona, anemone gialla, colchico, bucaneve e campanellino.
Per quanto riguarda la fauna vanno segnalate alcune specie di anfibi di grande interesse (come l'ululone dal ventre giallo, la rana agile e la rana di Lataste) nonché il raro cervo volante. Numerose le specie di uccelli, sia nidificanti (colombaccio, allocco, picchio rosso maggiore, picchio verde, poiana, ghiandaia), sia stagionali (picchio nero). Tra i mammiferi vanno menzionati i molti mustelidi; tra questi il tasso.